# Guillermo Clavero
Guillermo Clavero (Viña del Mar, Chile, 10 de agosto de 1921-15 de abril de 2000) fue un futbolista de Chile que jugó en la posición de delantero.

## Carrera

### Club
| Periodo   | Club          |
| --------- | ------------- |
| 1940-1946 | Everton       |
| 1947      | CSD Colo Colo |

### Selección nacional
Debutó con Chile el 14 de enero de 1945 en la victoria por 6-3 sobre Ecuador en Santiago de Chile por la Copa América 1945 donde anotó su primer gol internacional. 10 días después anotó tres goles en la victoria por 5-0 sobre Bolivia y su último partido internacional lo jugó el 28 de febrero de 1945 en la derrota por 0-1 ante Brasil. Jugó seis partidos internacionales y anotó cuatro goles, todos ellos en la Copa América 1945 donde en todos los partidos fue titular y los jugó completos.

## Logros
- Primera División de Chile (1): 1947